# Copelatus abonnenci
Copelatus abonnenci is een keversoort uit de familie van de waterroofkevers (Dytiscidae). De wetenschappelijke naam van de soort is voor het eerst geldig gepubliceerd in 1939 door Félix Guignot.